# La charra
La charra es una obra de teatro de Ceferino Palencia, estrenada en 1884.

## Descripción
La obra, escrita por el dramaturgo conquense Ceferino Palencia, fue estrenada el 25 de enero de 1884 en el Teatro de la Comedia de Madrid, con la participación de la actriz María Tubau, esposa del autor, y dirigida por Emilio Mario. Se trata de una comedia en tres actos.

## Sinopsis
Llegan a Madrid, a casa de un senador y procedentes de Alba de Tormes, el hermano (Juan) y la sobrina (Teresa) de aquel. La familia del senador desdeña a estos recién llegados de la provincia de Salamanca. La charra, Teresa, que ama a su primo Jorge, para atraérselo coquetea en un baile con un barón francés, novio de su prima Adolfina, y esta, para vengarse, se cita con el barón a oscuras en un invernadero, vistiéndose de charra como Teresa. Descubierto el enredo por Jorge, este, rechazado por Teresa, marcha a Londres. Adolfina se escapa a Francia con el barón.